# Sergio Moro
Pour les articles homonymes, voir Moro.
Sergio Fernando Moro, né le 1er août 1972 à Ponta Grossa, dans l'État du Paraná, est un magistrat brésilien spécialisé dans la lutte contre la corruption et homme politique.
Juge fédéral, il accède à la célébrité internationale lors de l'éclatement de l'opération Lava Jato (aussi appelée « scandale Petrobras »), dont il conduit l'enquête. Dans ce cadre, il fait condamner notamment l'ancien président Lula da Silva. Il jouit d'une certaine popularité pour son engagement contre la corruption de la classe dirigeante mais est parfois contesté pour la virulence supposée de ses méthodes. 
En 2021, la Cour suprême déclare que Moro était partial dans cette affaire : il a en effet été établi qu'il voulait discréditer Lula da Silva pour qu'il ne puisse pas se représenter à l'élection présidentielle de 2018.
Il exerce la fonction de ministre de la Justice au sein du gouvernement du président Jair Bolsonaro du 2 janvier 2019 au 24 avril 2020.

## Biographie

### Formation
Sergio Moro obtient ses diplômes en droit en 1995 et devient juge fédéral l'année suivante. Grâce à un programme d'échange, il part étudier à la Harvard Law School pendant trente jours, en 1998. Il obtient un doctorat en droit de l'université fédérale du Paraná en 2002. Il y est ensuite professeur de droit assistant. 
En 2007, il bénéficie du statut de visiteur international octroyé par le département d'État des États-Unis et visite les agences gouvernementales américaines chargées de la lutte contre le blanchiment d'argent.

### Carrière professionnelle

#### Débuts
Moro a dirigé les enquêtes de plusieurs affaires de grande ampleur : il coordonna les investigations de l'affaire Banestado, qui aboutit à la mise en accusation de 97 personnes, ainsi que celles de l'opération Farol da Colina, dans laquelle il mit 103 personnes accusées de blanchiment d'argent et d'évasion fiscale en détention provisoire. Il intervint également dans l'affaire dite du scandale des mensualités. 

#### Affaire Petrobras

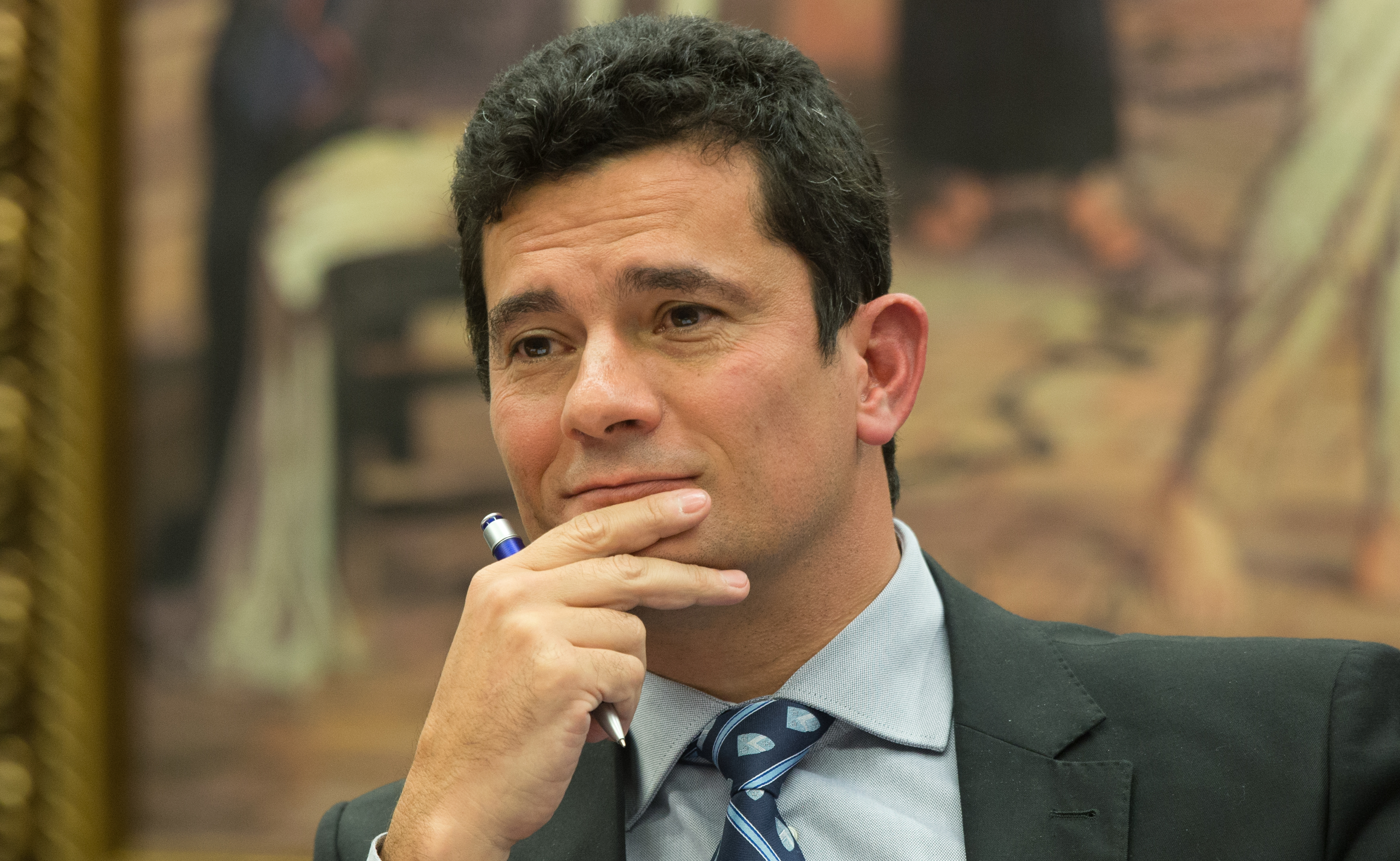
Sergio Moro en 2017.

À partir d'une petite enquête sur une affaire de blanchiment d'argent à Curitiba, Sergio Moro met au jour un vaste système de corruption touchant une grande partie de la classe politique brésilienne. Cette affaire politico-financière implique les sociétés Petrobras et Odebrecht et mêle de nombreuses personnalités politiques, dont l'ancien président Luiz Inácio Lula da Silva. Le 4 mars 2016, il ordonne l'arrestation et l'interrogatoire de Lula.
Il devient une figure populaire, notamment auprès des opposants au gouvernement. Alors que l'opération Lava Jato est mise en parallèle avec l'opération Mains propres en Italie, il se voit comparé à l'Américain Eliot Ness. Afin d'obtenir des informations, il exploite les dispositions législatives permettant aux malfrats qui collaborent avec la justice de voir leur peine réduite. Il révèle également des informations protégées par le secret de l'instruction et espionne illégalement les conversations téléphoniques entre avocats et clients afin d'anticiper les stratégies de la défense.
Le 16 mars 2016, il fait diffuser plus de cinquante enregistrements téléphoniques pouvant laisser penser que la nomination de Lula da Silva à un poste ministériel a pour but de lui éviter des poursuites judiciaires. Il est critiqué pour ses méthodes jugées partiales par les soutiens du Parti des travailleurs,. Le 31 mars 2016, Sergio Moro est dessaisi de l'affaire du poste ministériel de Lula par le Tribunal suprême fédéral (STF). 
Lula da Silva a présenté au Comité des droits de l'homme des Nations unies, par l'intermédiaire de l'avocat anglais Geoffrey Robertson, une pétition dénonçant des violations du Pacte international relatif aux droits civils et politiques auprès du Comité des droits de l'homme de l'ONU en juillet 2016.
Le 12 juillet 2017, dans le cadre du scandale Petrobras, Sergio Moro condamne Lula da Silva à neuf ans et six mois de prison pour corruption passive et blanchiment d'argent. En appel, un tribunal de Porto Alegre porte la peine à douze ans de prison. Lula da Silva est emprisonné en avril 2018.
En octobre 2018, à quelques jours du premier tour de l'élection présidentielle brésilienne de 2018, il rend publiques des déclarations d'Antonio Palocci, ancien ministre de Lula, accusant ce dernier d'avoir été au courant de la corruption exercée par la compagnie Petrobras.
Un éditorial du quotidien El Pais Brasil affirme : « pendant les quatre ans qu’a duré l’instruction [de l’opération anti-corruption Lava Jato], le juge a montré clairement en des occasions variées qu’il agissait pour des motivations politiques, affectant le processus électoral, principalement contre le Parti des travailleurs ». Selon cet éditorial, « certains juges fédéraux » ont estimé que Sergio Moro aurait dû être sanctionné, ayant largement outrepassé ses fonctions.
En juin 2019, le journal d'investigation The Intercept accuse Sergio Moro et les enquêteurs chargés de l'enquête anticorruption Lava Jato de s’être entendus pour empêcher Lula de se présenter à l'élection présidentielle de 2018,. Pour Thiago Bottino, professeur de droit à la Fondation Getúlio Vargas, « beaucoup de gens qui considéraient Moro comme un super-héros se sont rendu compte d'une série de graves vices de forme dans sa façon de conduire les procès ». La chaîne Arte établit que Moro a fait emprisonner Lula Da Silva sur la base de fausses accusations de corruption, en échange de peines réduites.
La partialité du juge Moro est reconnue par la Cour suprême du Brésil en 2021.

### Ministre de la Justice
Jair Bolsonaro, dont il est un admirateur et dont il loue la « modération », lui propose le poste de ministre de la Justice au lendemain de son élection à la présidence du Brésil, le 29 octobre 2018. L'épouse de Sergio Moro est une partisane de Bolsonaro. Sergio Moro accepte l'offre le 1er novembre. Il dit avoir accepté le poste pour protéger le pays de l'impunité. Il suspend dans la foulée ses travaux de juge. Gabriela Hardt lui succède.
Il prend ses fonctions le 2 janvier 2019.
Ses rapports se tendent peu à peu avec Jair Bolsonaro. Ce dernier s'énerve en voyant son ministre, lors d'une célèbre émission télévisée en janvier 2020, ne défendre que très mollement l’action du gouvernement et laisser entendre qu’il pourrait se porter candidat à la présidentielle de 2022. Bolsonaro déclare envisager de retirer la responsabilité de la « sécurité publique » à Sergio Moro. Offensé, celui-ci menace fin janvier de démissionner. Il annonce finalement sa démission le 24 avril, après le limogeage par le président de son bras droit, Mauricio Valeixo, chef de police fédérale, sur fond d’ingérences polictico-judiciaires supposées de la part de Bolsonaro.
Il est recruté en novembre 2020 par le cabinet Alvarez & Marsal, une agence américaine spécialisée dans le conseil aux entreprises.

### Élection présidentielle de 2022
Il rejoint le parti conservateur Podemos dans la perspective de l'élection présidentielle de 2022 pour laquelle il entend représenter une alternative de droite à Jair Bolsonaro. Promettant de lutter contre la corruption et d'encourager le secteur privé, il bénéficie du soutien d'une partie du patronat et des médias, et des déçus de Jair Bolsonaro, en particulier du fait de sa politique sanitaire controversée pendant la pandémie de Covid-19. Il présente cependant un taux de rejet très élevé auprès de l'opinion publique.
Le 31 mars 2022, il renonce à se présenter à l'élection présidentielle et quitte le parti pour rejoindre l'Union du Brésil.